# Corrhenodes
Corrhenodes is een kevergeslacht uit de familie van de boktorren (Cerambycidae). De wetenschappelijke naam van het geslacht werd voor het eerst geldig gepubliceerd in 1942 door Breuning.

## Soorten
Corrhenodes omvat de volgende soorten:
- Corrhenodes gracilis Breuning, 1942
- Corrhenodes marmoratus Breuning, 1973